# Robsonodendron
Robsonodendron es un género de plantas con flores con dos especies pertenecientes a la familia Celastraceae.

## Taxonomía
El género fue descrito por R.H.Archer y publicado en S. African J. Bot. 63(3): 116 (1997).

## Especies
- Robsonodendron eucleiforme (Eckl. & Zeyh.) R.H.Archer
- Robsonodendron maritimum (Bolus) R.H.Archer